# Etorfina
La etorfina (Immobilón o M99) es un opioide semi-sintético que posee una capacidad analgésica aproximadamente de 5000 veces más potente que la morfina. Fue preparada por primera vez en 1960 a partir de oripavina. Más tarde, en 1963, fue reproducida por un grupo de investigación en Macfarlan-Smith and Co. en Edimburgo, dirigidos por el Profesor Kenneth Bentley. También se puede sintetizar a partir de tebaína.
La etorfina se usa a menudo para inmovilizar elefantes y otros mamíferos de gran envergadura. La diprenorfina (M5050), también conocida como Revivón, es un antagonista de los receptores opioides que puede ser suministrada para anular los efectos causados por la etorfina (utilizando 1,3 veces la cantidad de etorfina suministrada). La etorfina de uso veterinario es letal para los humanos. Por este motivo, el paquete suministrado a los veterinarios contiene, además de la etorfina, el antídoto para los humanos. Otros antagonistas de utilidad son la naloxona y la naltrexona, siendo esta última la de mayor vida media, lo cual impide casos de reciclado. Los que describen sus potentes propiedades psicoactivas, suelen decir que provoca poderosos síntomas psicotrópicos e incluso propician casos de regresiones, sinestesia, delirios, concentración excesiva, euforia o alucinaciones, que superan a la mayoría de las drogas comunes en potencia; no obstante, no deja de ser al mismo tiempo un veneno altamente letal.
Una de sus principales ventajas en veterinaria es la velocidad con la que hace efecto, y todavía más importante, la velocidad con la que el Revivón revierte el estado del animal. Por ejemplo, en operaciones a animales considerados valiosos como los caballos de carreras, al utilizar otros anestésicos se corre el riesgo de que el animal se autolesione a medida que el efecto de la anestesia va desapareciendo. El rápido efecto del Immobilón y el Revivón significa que el animal pueda volver a levantarse en un periodo de tiempo relativamente corto teniendo plenas facultades en cuanto a su entorno, por lo que se reduce la tendencia habitual a sentir pánico. Por este motivo, el uso de la etorfina es popular entre muchos veterinarios.

## Farmacología
La etorfina es un agonista de los receptores opioides μ, δ y κ.

## Clasificación legal
En Hong Kong, la etorfina está regulada bajo la Planificación 1 del Capítulo 134 de la Ordenanza de Drogas Peligrosas. Puede ser utilizado únicamente por profesionales de la salud y con fines de investigación por universidades. La sustancia puede ser adquirida en farmacias con receta. Cualquier persona que suministre la sustancia sin receta puede ser multado con 10 000 HK$. La pena por traficar o sintetizar la sustancia es una multa de 5.000.000 HK$ y cadena perpetua. La posesión de la sustancia con el fin de consumirla sin tener licencia del Departamento de Salud es también ilegal y está penado con una multa de 1.000.000 HK$ y/o 7 años en prisión.
En los Países Bajos, la etorfina se encuentra en la Lista I de la Ley del Opio. Se usa nada más con fines veterinarios en zoos para inmovilizar animales de gran envergadura.
En Estados Unidos, la etorfina está catalogada dentro de la Planificación I, aunque el clorhidrato de etorfina está clasificado en la Planificación II. 
En España, el medicamento no tiene autorización para su comercialización, ya que la validez de la misma caducó en 1992. Tampoco se encuentra inscrito en el Registro de Especialidades Farmacéuticas. A pesar de ello, se puede tramitar una solicitud al Ministerio de Sanidad para importar y usar los medicamentos Immobilón y Revivón para uso veterinario.

## En la cultura popular
En la serie de televisión de Showtime Dexter, la M99 es utilizada por el protagonista, Dexter Morgan, un asesino en serie, para sedar a sus víctimas mediante una inyección. El sedante funciona inmediatamente, dejando al sujeto inyectado inmóvil e inconsciente en unos segundos por un periodo de varias horas. El personaje consigue la droga a través de uno de sus alias, el doctor Patrick Bateman.
En la serie Scandal se cita la M99 en el séptimo capítulo de la segunda temporada.
En el sexto capítulo de la quinta temporada de la serie The Vampire Diaries, la vampira Katherine Pierce inmobiliza al doctor Maxfield inyectándole etorfina.
En la película de 2018 Megalodón uno de los protagonistas usa una gran cantidad de etorfina para matar a un tiburón gigante.
En el decimonoveno capítulo de la novena temporada de la serie The Office US, el personaje Dwight Schrute dispara 3 dardos de Immobilón a su compañero Stanley Hudson, para forzarlo a realizar una visita de ventas. 